# Aker Brygge

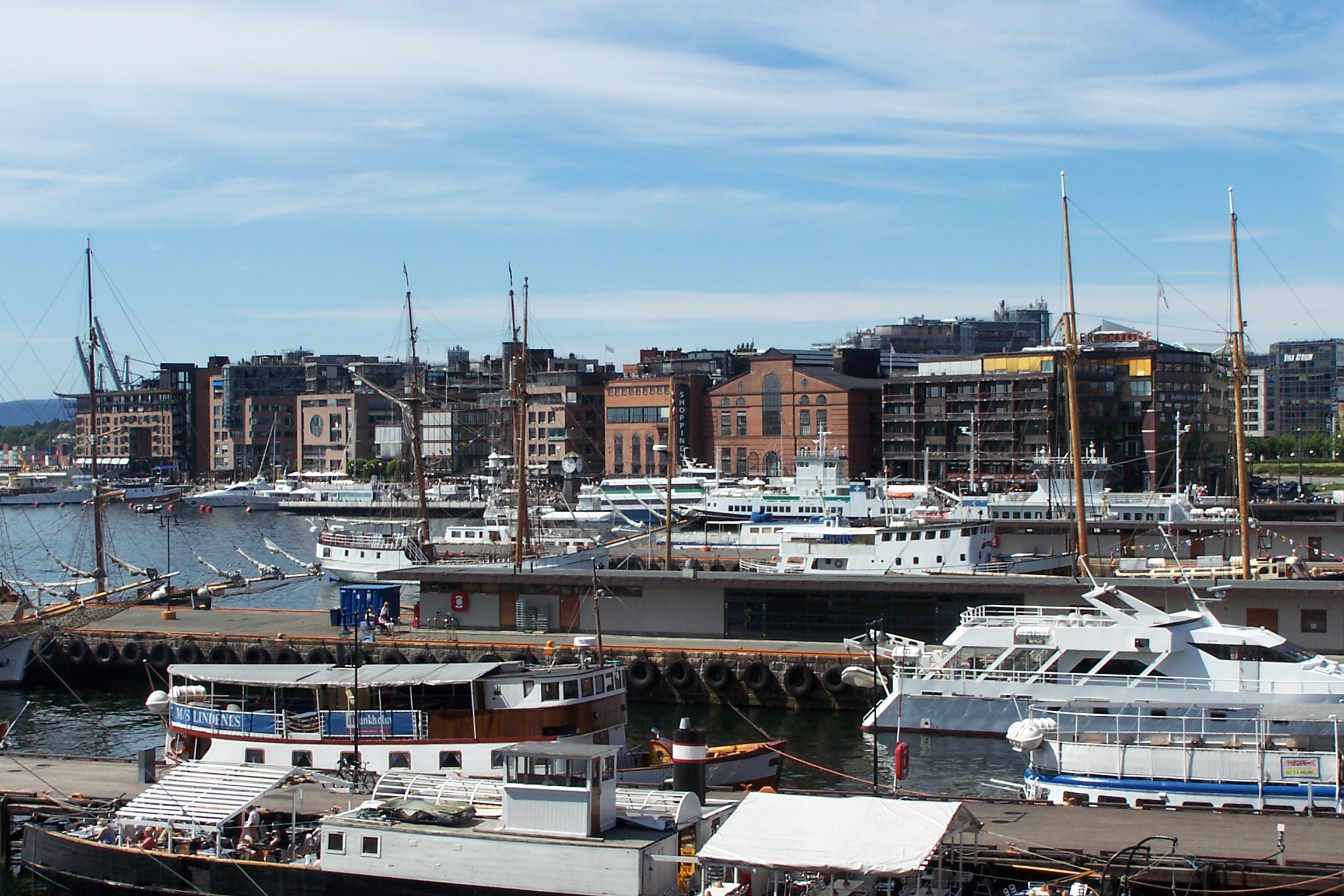
Aker Brygge

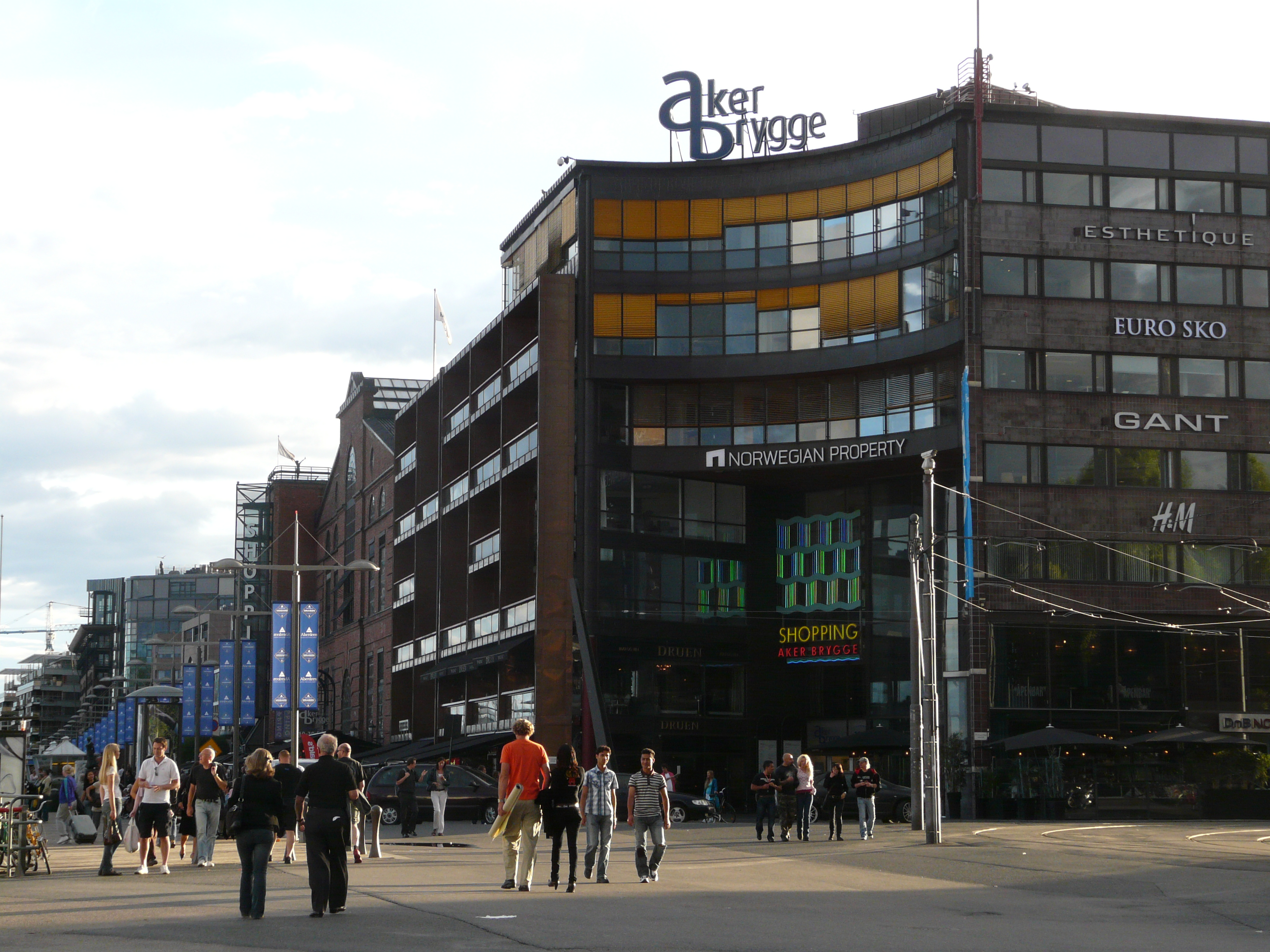
Aker Brygge

Aker Brygge is een winkel- en uitgaansgebied in de haven van de Noorse hoofdstad Oslo. Het ligt aan het water, ten westen van een uitloper van de Oslofjord, met zicht op het raadhuis.
Tot 1982 bevond zich op deze plaats een scheepswerf. Het gehele gebied is in vier fasen tussen 1986 en 1998 opnieuw bebouwd met voornamelijk winkels, kantoren, horeca en een bioscoop.